# National Novel Writing Month
De National Novel Writing Month (ook wel bekend als NaNoWriMo) is een jaarlijks terugkerend schrijfevenement dat gecoördineerd wordt door de non-profitorganisatie The Office of Letters and Light. Het is de bedoeling van het evenement dat deelnemers 50.000 woorden schrijven van een roman binnen het tijdsbestek van precies 30 dagen.
Het project werd voor het eerste georganiseerd in juli 1999 door Chris Baty en begon toen met 21 deelnemers. In 2000 werd het project verplaatst naar november en in 2009 deden wereldwijd bijna 170.000 mensen mee. Deelnemers kunnen zich inschrijven op de website en hier een korte beschrijving geven van hun te schrijven boek. Ook in Nederland en Vlaanderen doen elk jaar honderden mensen mee. De regels van het project zijn vrij simpel, voor 1 november mag er enigszins aan de plot worden gewerkt maar nog niet worden begonnen met het schrijven van het verhaal. Het boek mag binnen elk denkbaar genre vallen, in elke taal geschreven zijn.